# Chrysantentoernooi
Het Chrysantentoernooi is een open rapidschaaktoernooi dat sinds 1979 door schaakvereniging Heerhugowaard in het najaar wordt georganiseerd.
Het Chrysantentoernooi begon in 1979 als een klein toernooi, maar ontwikkelde zich tot een van de grootste rapid-toernooien van Nederland. Het hoogtepunt was het 25-jarig jubileum, toen 14 grootmeesters aan het toernooi deelnamen en waar Rustam Kasimdzjanov (later dat jaar gekroond tot wereldkampioen) won.
In de hoofdgroep (minimum rating 1800) strijden maximaal 40 schakers om de hoofdprijs (een geldbedrag en een bos chrysanten), voor de rest wordt er in achtkampen (ingedeeld naar rating tot een maximum van 1900) gestreden om drie prijzen in natura per groep. Er wordt gespeeld via het FIDE-reglement voor rapidschaken en de bedenktijd is 25 minuten per persoon, per partij.

## Goede warming-up
Het Chrysantentoernooi bleek diverse keren voor (prof)schakers een goede warming-up voor het komende seizoen. Zo werd Dimitri Reinderman na zijn overwinning in 1991 tweede op het EK jeugd dat werd gespeeld in Nederland (Sas van Gent) en derde op het WK jeugd dat werd gespeeld in Argentinië (Buenos Aires). In 2002 kroonde Alexandre Dgebuadze zich tot winnaar van het Chrysantentoernooi en tot Belgisch kampioen. Rustam Kasimdzjanov werd  in 2004 (seizoen 2003/2004) na zijn winst in het Chrysantentoernooi de nieuwe wereldkampioen. Sergej Tiviakov deed in 2007 (seizoen 2007/2008) iets vergelijkbaars door in hetzelfde seizoen Nederlands- en Europees kampioen te worden. Zijn medewinnaar Friso Nijboer werd derde tijdens datzelfde NK en won in dat jaar het prestigieuze toernooi van Barcelona.

## Winnaars
| Winnaars sinds 1979 | Winnaars sinds 1979         | Winnaars sinds 1979  |
| ------------------- | --------------------------- | -------------------- |
| 2024                | Alexandre Dgebuadze         | en Rob Schoorl       |
| 2023                | Ilja Schneider              |                      |
| 2022                | Tobias Vöge                 | en Hing Ting Lai     |
| 2021                | Erik van den Doel           |                      |
| 2019                | Igor Glek                   |                      |
| 2018                | Piet Peelen                 |                      |
| 2017                | Roeland Pruijssers          | en Ilja Schneider    |
| 2016                | Ivan Sokolov                |                      |
| 2015                | Sergej Tiviakov             |                      |
| 2014                | Vladimir Episjin            |                      |
| 2013                | Dimitri Reinderman          |                      |
| 2012                | Manuel Bosboom              |                      |
| 2011                | Friso Nijboer               | en Piet Peelen       |
| 2010                | Erik van den Doel           |                      |
| 2009                | Erik van den Doel           |                      |
| 2008                | Erik van den Doel           |                      |
| 2007                | Friso Nijboer               | en Sergej Tiviakov   |
| 2006                | Erik van den Doel           |                      |
| 2005                | Erik van den Doel           |                      |
| 2004                | Manuel Bosboom              |                      |
| 2003                | Rustam Kasimdzjanov         | en Maarten Solleveld |
| 2002                | Alexandre Dgebuadze         |                      |
| 2001                | Manuel Bosboom              |                      |
| 2000                | Maarten Solleveld           |                      |
| 1999                | Dimitri Reinderman          | en Nico Vink         |
| 1998                | Dimitri Reinderman          |                      |
| 1997                | Dimitri Reinderman          |                      |
| 1996                | Manuel Bosboom              |                      |
| 1995                | Dimitri Reinderman          |                      |
| 1994                | Dimitri Reinderman          | en Hans Klarenbeek   |
| 1993                | Dimitri Reinderman          |                      |
| 1992                | Dimitri Reinderman          |                      |
| 1991                | Dimitri Reinderman          |                      |
| 1990                | Frans Cuijpers              |                      |
| 1989                | Arthur van den Oudewetering |                      |
| 1988                | Jevgeny Skoblikov           |                      |
| 1987                | Ad van den Berg             |                      |
| 1986                | Roy Dieks                   |                      |
| 1985                | Yvo Volman                  |                      |
| 1984                | Jan Roebers                 |                      |
| 1983                | Alessandro di Bucchianico   |                      |
| 1982                | Jan Bakker                  |                      |
| 1981                | Paul Ruber                  |                      |
| 1980                | Wim Boom                    |                      |
| 1979                | Helmer Wieringa             |                      |

## Trivia
- De eerste kampioen van het Chrysantentoernooi in 1979 was Helmer Wieringa.
- De recordkampioen met acht titels is Dimitri Reinderman.
- De recordhouder voor achtereenvolgende titelprolongaties is eveneens Dimitri Reinderman met vijf titels tussen 1991 en 1995.